# Rajd Manx International 1992
Rajd Manx International 1992 (30. Manx International Rally) – 30. edycja rajdu samochodowego Rajd Manx rozgrywanego w Wielkiej Brytanii. Rozgrywany był od 7 do 11 września 1992 roku. Była to trzydziesta szósta runda Rajdowych Mistrzostw Europy w roku 1992 (rajd miał najwyższy współczynnik - 20) oraz piąta runda Rajdowych Mistrzostw Wielkiej Brytanii. Składał się z 42 odcinków specjalnych.

## Klasyfikacja rajdu
| Miejsce                      | Kierowca                     | Pilot                        | Samochód                     | Czas                         | Strata                       |                              |
| Klasyfikacja generalna i ERC | Klasyfikacja generalna i ERC | Klasyfikacja generalna i ERC | Klasyfikacja generalna i ERC | Klasyfikacja generalna i ERC | Klasyfikacja generalna i ERC | Klasyfikacja generalna i ERC |
| ---------------------------- | ---------------------------- | ---------------------------- | ---------------------------- | ---------------------------- | ---------------------------- | ---------------------------- |
| 1.                           | Colin McRae                  | Derek Ringer                 | Subaru Legacy RS             | 3:45:56                      | 0.0                          |                              |
| 2.                           | Bertie Fisher                | Rory Kennedy                 | Subaru Legacy RS             | 3:52:04                      | +6:08                        |                              |
| 3.                           | Kenny McKinstry              | Robbie Philpott              | Subaru Legacy RS             | 3:54:29                      | +8:33                        |                              |
| 4.                           | David Metcalfe               | Ian Grindrod                 | Vauxhall Nova GTE            | 3:58:25                      | +12:29                       |                              |
| 5.                           | Frank Meagher                | Michael Maher                | Ford Sierra RS Cosworth      | 4:02:55                      | +16:59                       |                              |
| 6.                           | Gary Leece                   | Pauline Taylor               | Ford Sierra RS Cosworth 4x4  | 4:05:35                      | +19:39                       |                              |
| 7.                           | Alister McRae                | David Senior                 | Ford Sierra RS Cosworth 4x4  | 4:06:19                      | +20:23                       |                              |
| 8.                           | Trevor Smith                 | Roger Jones                  | Ford Sierra RS Cosworth 4x4  | 4:06:57                      | +21:01                       |                              |
| 9.                           | Mark Higgins                 | Cliff Simmons                | Vauxhall Nova GSI            | 4:07:09                      | +21:13                       |                              |
| 10.                          | Jonny Milner                 | Chris Wood                   | Peugeot 205 GTI              | 4:13:57                      | +28:01                       |                              |